# Martin Schanche

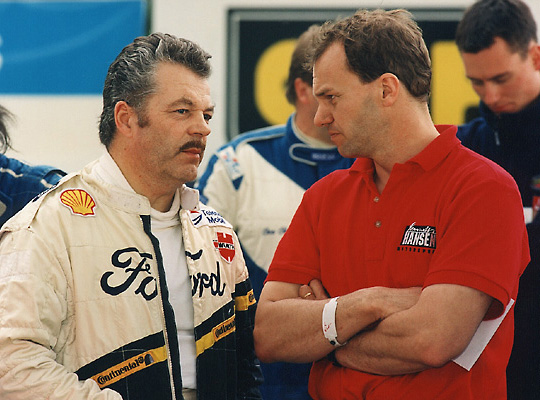
1998: Martin Schanche und sein langjähriger Erzrivale Kenneth Hansen

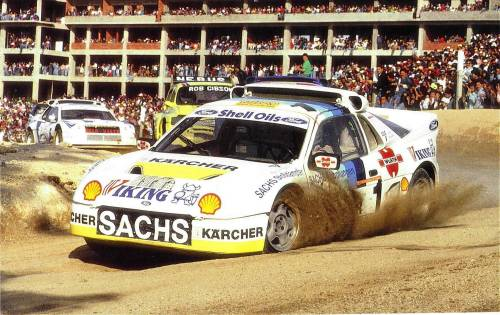
1992: „Mister Rallycross“ und sein 650 PS starker Ford RS 200 E2

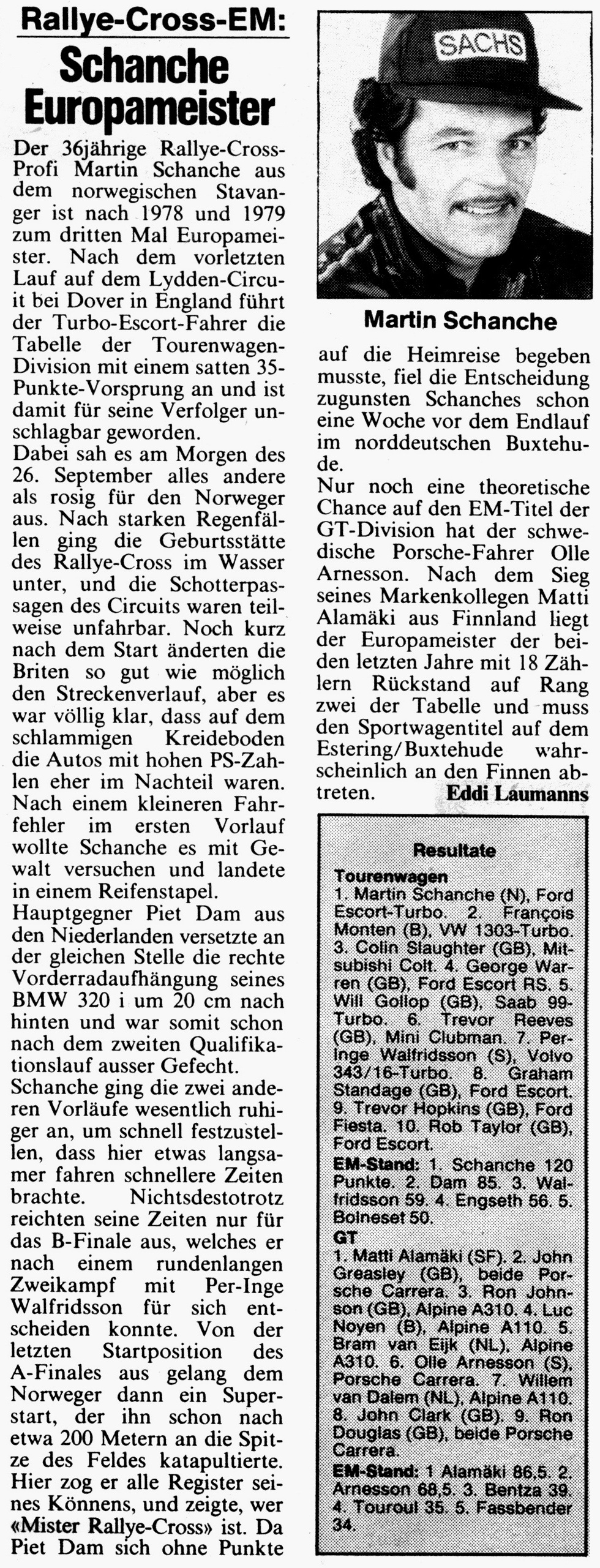
1981: Die erste veröffentlichte Erwähnung des Spitznamens „Mister Rallycross“ in der Motorsport aktuell

Martin Schanche (sprich: Skanke) (* 1. Januar 1945 in Trondheim als Horst Manfred Wunderle) ist ein ehemaliger norwegischer Autorennfahrer. Seine größten sportlichen Erfolge waren die sechs Rallycross-Europameistertitel, die er zwischen 1978 und 1995 erringen konnte. Sein Spitzname ist „Mister Rallycross“, den Anfang der 1980er-Jahre ein deutscher Rallycross-Journalist prägte und der sich danach weltweit etablierte.

## Karriere
Der bei seinen Adoptiveltern Rolf und Alfhild Schanche in dem Dörfchen Leirpollskogen (Austertana) in der Finnmark aufgewachsene Martin Schanche, leiblicher Sohn des am 3. April 1945 bei Trondheim abgestürzten deutschen Feldwebels und Luftwaffen-Piloten Martin Wunderlich aus Öflingen und einer Norwegerin, zählte während seiner relativ spät begonnenen Motorsportkarriere (sein erstes Rennen fuhr er erst mit 27 Jahren) laut der norwegischen Tageszeitung VG (Verdens Gang) in seinem eigenen Land zu den zehn bekanntesten Norwegern. Seine Popularität war dort über Jahre hinweg in etwa der von Michael Schumacher in Deutschland vergleichbar, nach Beendigung seiner Rennsport-Karriere wurde er von seinem Freund Petter Solberg als Norwegens wichtigster Motorsportler abgelöst.
Schanche bestritt zwischen Italien 1977 und Deutschland 2001 als Rennsport-Profi insgesamt 232 Läufe zur Rallycross-Europameisterschaft, von denen er 74 (noch immer Rekord) gewinnen konnte. Dabei sicherte er sich sechs FIA-Europameistertitel für Rallycross-Fahrer (1978, 1979, 1981, 1984, 1991 und 1995). Darüber hinaus wurde er achtmal Vize-Europameister und zweimal EM-Dritter. Er gilt auch viele Jahre nach seinem Rückzug vom Motorsport noch immer als das Aushängeschild dieser Disziplin, was auch sein Spitzname „Mister Rallycross“ verdeutlicht. Neben seinen Rallycross-Aktivitäten bestritt er vier Jahre lang, davon drei Jahre mit eigenem Gruppe-C2-Fahrzeug und Team, Rennen der Sportwagen-Weltmeisterschaft. Außerdem trat er mit einem eigenen Ford Escort RS der Gruppe 4 bei einigen Rallyes an, wie bei der Rallye Schweden des Jahres 1980 und Rallye Großbritannien des Jahres 1982. 1984 unternahm er mit seinem 560 PS starken Ford Escort Xtrac/Zakspeed einen Versuch, den Streckenrekord des Pikes Peak International Hill Climbs (PPIHC) in den USA zu verbessern, der jedoch nach etwa einem Drittel der Distanz durch einen Reifenschaden vorne rechts unmöglich gemacht wurde. Bis dahin waren die Zwischenzeiten des Norwegers schneller als die Zeiten der späteren Siegerin Michèle Mouton (Audi Sport quattro) gemessen worden.
Schanche, der zuvor viele Jahre in Stavanger wohnte, lebt seit Beginn der 1980er-Jahre mit seiner deutschstämmigen Frau Birgit und der gemeinsamen Tochter Melissa in Drøbak (Provinz Akershus) am Oslofjord. Melissa ist als Gewichtheberin erfolgreich aktiv und wurde zwischen 2017 und 2021 fünf Mal in Serie Norwegische Meisterin in ihren verschiedenen Körpergewichtsklassen. Aus seiner ersten Ehe hat Schanche einen Sohn und eine weitere Tochter. Nach dem Rückzug vom Motorsport war er in seiner Kommune Frogn auch einige Jahre als Kommunalpolitiker der Frp aktiv.

## Rallycross-Ergebnisse

### FIA European Rallycross Cup
| Jahr | Team                   | Fahrzeug           | 1        | 2        | 3       | 4        | 5      | 6       | 7        | 8        | 9        | 10    | 11       | Platzierung | Punkte |
| ---- | ---------------------- | ------------------ | -------- | -------- | ------- | -------- | ------ | ------- | -------- | -------- | -------- | ----- | -------- | ----------- | ------ |
| 1977 | Martin Schanche Racing | Ford Escort RS1800 | AUT1 DNS | NED1 DNS | ITA DSQ | SWE1 DNS | FIN NC | BEL1 NC | SWE2 DNS | NED2 DNS | BEL2 DNS | GER 3 | AUT2 DNS | 18.         | 12     |
| 1978 | Martin Schanche Racing | Ford Escort RS1800 | AUT 6    | ITA 2    | SWE 2   | FIN NC   | BEL 1  | NED 1   | FRA 1    | GBR 1    | GER 2    |       |          | 1.          | 131    |

### FIA European Rallycross Championship

#### TouringCars
| Jahr | Team                   | Fahrzeug                 | 1      | 2     | 3     | 4     | 5      | 6     | 7     | 8     | 9     | 10     | 11    | Platzierung | Punkte |
| ---- | ---------------------- | ------------------------ | ------ | ----- | ----- | ----- | ------ | ----- | ----- | ----- | ----- | ------ | ----- | ----------- | ------ |
| 1979 | Martin Schanche Racing | Ford Escort RS1800       | AUT 2  | ITA 3 | FIN 4 | SWE 5 | FRA 1  | BEL 1 | NED 4 | GBR 1 | GER 2 |        |       | 1.          | 130    |
| 1980 | Martin Schanche Racing | Ford Escort RS1800       | AUT 16 | ITA 1 | SWE 1 | FIN 3 | DEN 5  | BEL 3 | NED 1 | NOR 5 | GBR 3 | FRA 6  | GER 1 | 2.          | 138    |
| 1981 | Martin Schanche Racing | Ford Escort RS1800 Turbo | AUT NC | SWE 2 | FIN 1 | DEN 2 | BEL 11 | NED 1 | FRA 1 | NOR 4 | GBR 1 | GER 10 |       | 1.          | 121    |

#### Division 2
| Jahr | Team                   | Fahrzeug                   | 1         | 2       | 3         | 4       | 5         | 6        | 7       | 8        | 9       | 10      | 11      | 12      | Platzierung | Punkte |
| ---- | ---------------------- | -------------------------- | --------- | ------- | --------- | ------- | --------- | -------- | ------- | -------- | ------- | ------- | ------- | ------- | ----------- | ------ |
| 1982 | Martin Schanche Racing | Ford Escort RS1800 Turbo   | AUT 7     | SWE 6   | FIN 3     | FRA 9   | BEL 6     | NED 1    | NOR 1   | GBR 1    | GER 3   |         |         |         | 1.          | 121    |
| 1983 | Martin Schanche Racing | Ford Escort RS1800 Turbo   | AUT 10    | SWE 1   | FIN NC    | FRA 5   | BEL 3     | NED 1    | NOR 5   | GBR NC   |         |         |         |         | 4.          | 69     |
| 1984 | Martin Schanche Racing | Ford Escort XR3 T16 4x4    | AUT 5     | SWE 2   | FIN 1     | FRA 1   | BEL 1     | NED 1    | GBR NC  | GER 1    | NOR 1   |         |         |         | 1.          | 149    |
| 1985 | Martin Schanche Racing | Ford Escort XR3 T16 4x4    | AUT 6     | FIN 6   | SWE 6     | FRA 2   | BEL 2     | NOR 1    | GBR 1   | GER 1    | NED 6   |         |         |         | 2.          | 138    |
| 1986 | Martin Schanche Racing | Ford Escort XR3 T16 4x4    | AUT 7     | FIN 1   | FRA 1     | BEL 4   | NED 1     | NOR 1    | GBR NC  | GER DNS  | SWE 6   |         |         |         | 2.          | 114    |
| 1987 | Martin Schanche Racing | Ford RS200 E2              | AUT NC    | SWE DNS | FIN NC    | SPA NC  | FRA 12    | IRE DNS  | BEL 1   | NED 1    | NOR 22  | GBR 1   | GER 4   |         | 6.          | 78     |
| 1988 | Martin Schanche Racing | Ford RS200 E2              | SPA 5     | AUT 2   | SWE (DSQ) | FIN (7) | IRE 2     | FRA 6    | BEL 1   | NED (10) | NOR (6) | GBR 1   | GER 5   |         | 2.          | 109    |
| 1989 | Martin Schanche Racing | Ford RS200 E2              | SPA (3)   | AUT 1   | SWE (6)   | FiN 2   | IRE 2     | FRA 1    | BEL 2   | NED 2    | NOR (6) | GBR (9) | GER 2   |         | 2.          | 125    |
| 1990 | Martin Schanche Racing | Ford RS200 E2              | AUT (6)   | SWE 4   | FIN 2     | IRE 3   | FRA (6)   | BEL 1    | NED 1   | NOR (11) | GER 1   | GBR 1   |         |         | 2.          | 125    |
| 1991 | Martin Schanche Racing | Ford RS200 E2              | POR 1     | AUT 1   | FIN 1     | FRA (2) | IRE (DSQ) | SWE (6)  | BEL (6) | NED 1    | NOR 1   | GBR 1   | GER 1   |         | 1.          | 140    |
| 1992 | Martin Schanche Racing | Ford RS200 E2              | GBR 1     | AUT DNS | POR 1     | FIN DSQ | SWE SUS   | FRA SUS  | IRE SUS | BEL NC   | NED 5   | NOR 1   | GER 1   |         | 4.          | 92     |
| 1993 | Martin Schanche Racing | Ford Escort RS2000 T16 4x4 | AUT 3     | POR 6   | FRA (NC)  | IRE 5   | SWE (NC)  | FIN DNS  | BEL 1   | NED 6    | NOR 4   | GER 3   |         |         | 5.          | 90     |
| 1994 | Martin Schanche Racing | Ford Escort RS2000 T16 4x4 | AUT (16)  | POR 2   | FRA 2     | IRE 3   | GBR 1     | SWE (5)  | FIN 1   | BEL 4    | NED 1   | NOR (6) | GER (5) |         | 2.          | 122    |
| 1995 | Martin Schanche Racing | Ford Escort RS2000 T16 4x4 | AUT (DSQ) | POR (6) | FRA 1     | SWE 2   | GBR 2     | IRE (3)  | BEL 1   | NED 1    | NOR 1   | FIN 1   | CZE 1   | GER (6) | 1.          | 154    |
| 1996 | Martin Schanche Racing | Ford Escort RS2000 T16 4x4 | AUT 7     | POR 7   | FRA 15    | SWE DNS | IRE DNS   | GBR (NC) | BEL 9   | NED (NC) | NOR 4   | CZE 1   | GER 4   |         | 9.          | 76     |

#### Division 1*
| Jahr | Team                   | Fahrzeug                   | 1       | 2        | 3        | 4       | 5        | 6      | 7        | 8       | 9       | 10       | Platzierung | Punkte |
| ---- | ---------------------- | -------------------------- | ------- | -------- | -------- | ------- | -------- | ------ | -------- | ------- | ------- | -------- | ----------- | ------ |
| 1997 | Martin Schanche Racing | Ford Escort RS2000 T16 4x4 | AUT 1   | FRA 1    | POR 5    | GBR DSQ | SWE (6)  | FIN 1  | BEL (NC) | NOR 1   | CZE (6) | GER 3    | 3.          | 107    |
| 1998 | Martin Schanche Racing | Ford Escort RS2000 T16 4x4 | AUT 4   | POR (6)  | FRA 3    | SWE 3   | GBR DNS  | FIN 1  | BEL 2    | NOR (5) | GER 1   | CZE 4    | 3.          | 113    |
| 1999 | Martin Schanche Racing | Opel Astra G T16 4x4       | CZE DNS | FRA (NC) | POR 7    | SWE 15  | FIN 11   | BEL 12 | NED 10   | NOR 9   | GER NC  |          | 11.         | 38     |
| 2000 | Martin Schanche Racing | Opel Astra G T16 4x4       | POR 5   | FRA 5    | CZE (NC) | SWE 7   | BEL (NC) | NED 6  | NOR 1    | POL 4   | GER 5   |          | 5.          | 90     |
| 2001 | Martin Schanche Racing | Opel Astra G T16 4x4       | FRA (5) | POR 2    | AUT (6)  | CZE 1   | SWE 4    | BEL 2  | NED 5    | NOR 3   | POL (7) | GER (10) | 4.          | 94     |

* Die Division 2 wurde 1997 in Division 1 umbenannt.

### Le-Mans-Ergebnisse
Für das Jahr 1985 war Martin Schanche zusammen mit seinem Landsmann Torgjer Kleppe und dem Schweden Stanley Dickens auf einem TOJ-Porsche 934 Flat-6 des schwedischen Teams Strandell Porsche eingeschrieben. Doch kam es nicht zu einem Start, weil das Team nach einem Motorschaden bereits im Training aufgeben musste.
| Jahr | Team                         | Fahrzeug     | Teamkollege    | Teamkollege    | Platzierung                | Ausfallgrund |
| ---- | ---------------------------- | ------------ | -------------- | -------------- | -------------------------- | ------------ |
| 1986 | Lucky Strike Schanche Racing | Argo JM19 C2 | Martin Birrane | Torgjer Kleppe | Ausfall 1. Runde (Birrane) | Motorschaden |
| 1987 | Team Lucky Strike Schanche   | Argo JM19 C2 | Will Hoy       | Robin Smith    | Ausfall                    | Unfall       |
| 1988 | Team Lucky Strike Schanche   | Argo JM19 C2 | Robin Donovan  | Robin Smith    | Rang 25                    |              |

### Einzelergebnisse in der Sportwagen-Weltmeisterschaft
| Saison | Team             | Rennwagen    | 1   | 2   | 3   | 4   | 5   | 6   | 7   | 8   | 9   | 10  | 11  |
| ------ | ---------------- | ------------ | --- | --- | --- | --- | --- | --- | --- | --- | --- | --- | --- |
| 1985   | Strandell Motors | Strandell 85 | MUG | MON | SIL | LEM | HOK | MOS | SPA | BRH | FUJ | SEL |     |
| 1985   | Strandell Motors | Strandell 85 |     | DNF | 13  |     |     |     |     |     |     |     |     |
| 1986   | Schanche Racing  | Argo JM19    | MON | SIL | LEM | NÜN | BRH | JER | NÜR | SPA | FUJ |     |     |
| 1986   | Schanche Racing  | Argo JM19    | 15  |     | DNF | 18  | DNF | DNF | DNF | DNF | 26  |     |     |
| 1987   | Schanche Racing  | Argo JM19    | JAR | JER | MON | SIL | LEM | NÜN | BRH | NÜR | SPA | FUJ |     |
| 1987   | Schanche Racing  | Argo JM19    | DNF | DNF | 11  |     | DNF | 12  | 11  | DNF | 14  |     |     |
| 1988   | Schanche Racing  | Argo JM19    | JER | JAR | MON | SIL | LEM | BRÜ | BRH | NÜR | SPA | FUJ | SAN |
| 1988   | Schanche Racing  | Argo JM19    | 11  | 17  | DNF | DNF | 25  |     | 10  |     | 10  |     |     |

## Publikationen
- Sverre Amundsen: Martin Schanche. Racing Revyen, 1979, ISBN 82-990531-0-2.
- Rolf Nordberg: Martin Schanche – i fyr og flamme. Cappelens Forlag, 1981, ISBN 82-02-09490-9.
- Sverre Inge Apenes: Martin Schanche – så glad, så sint, så fort… Godbok, 1986, ISBN 82-7398-000-6.
- Asle T. Johansen: Martin – Historien han aldri har fortalt. Fri Flyt AS, 2016, ISBN 978-82-93090-46-5.

## Dokumentation
- TV Media Produksjon AS: 25 år med Mr. Rallycross, DVD mit 90 Minuten Laufzeit die Martin Schanches Rallycross-Karriere von 1978 bis 2001 dokumentiert (einzig norw. Kommentar)

| Personendaten    | Personendaten                             |
| ---------------- | ----------------------------------------- |
| NAME             | Schanche, Martin                          |
| ALTERNATIVNAMEN  | Mister Rallycross                         |
| KURZBESCHREIBUNG | norwegischer Autorennfahrer und Politiker |
| GEBURTSDATUM     | 1. Januar 1945                            |
| GEBURTSORT       | Trondheim                                 |